# Кая-и-Сан-Педру
Кая-и-Сан-Педру (порт. Caia e São Pedro)  —  район (фрегезия) в Португалии,  входит в округ Порталегри. Является составной частью муниципалитета  Элваш. По старому административному делению входил в провинцию Алту-Алентежу. Входит в экономико-статистический  субрегион Алту-Алентежу, который входит в Алентежу. Население составляет 3779 человек на 2001 год. Занимает площадь 94,31 км².
Покровителем района считается Апостол Пётр (порт. São Pedro). 